# Beatrice av Provence
Beatrice av Provence, även känd som Beatrice, arvtagerska till Provence eller Beatrix med tillnamn, född cirka 1234, död 23 september 1267 i Nocera Inferiore i Italien, var en fransk regerande grevinna av Provence, och även icke-regerande drottning av Sicilien och Neapel. Hon var Karl I av Anjous första hustru. Karl av Anjou var bland annat kung av Sicilien, Albanien och, efter hennes död, kung av Jerusalem.

## Biografi
Beatrice var Raimond Berengar IV, greve av Provence och Beatrice av Savojens fjärde och yngsta dotter. Samtliga döttrar gifte sig med män som var eller blev kungar. Jakob I, kung av Aragonien, planerade att gifta sig med henne för att kunna förena grevskapen Provence och Toulouse. Vid hennes fars, Raimond Berengar IV:s, död stoppade påven äktenskapsplanerna efter påtryckningar från franska hovet.

### Regering
När Raimond Berengar IV avled 19 augusti 1245 ärvde Beatrice titeln till Provence vid en ålder av 11–12 år. I Cluny träffades påven Innocent IV, franske kungen Ludvig IX, hans mor Blanche av Kastilien och hans bror Karl av Anjou. Där beslutades om giftermålet mellan Beatrice och Karl av Anjou. Bland villkoren var att Ludvig IX skulle stödja påven militärt och att Provence skulle ärvas till deras barn och inte till franska kronan. Fick de inga barn skulle Provence gå till hennes äldre syster, Sanchia, och om även systern dog barnlös, till Aragonien.
Inför giftermålet i Aix-en-Provence omringade Jakob I av Aragonien det slott i vilket Beatrice befann sig och gav sig inte förrän efter en mindre strid med Karl av Anjou. Karl av Anjou och Beatrice gifte sig sedan i Aix-en-Provence den 31 januari 1246.
Beatrices make tog med sig ett eget hov till Provence och uteslöt sin svärmors inblandning i regerandet. Modern, Beatrice av Savojen, flyttade i protest till Forcalquier, men Karl av Anjou fortsatte att ta slott, makt och skatteintäkter från den provensalska noblessen. I maj 1247 adlades Karl av Anjou av brodern Ludvig IX och Beatrice följde med maken på det sjunde korståget året efter. Vid avmarschen kom de överens med Beatrices mor att hon skulle avstå från "slottet i Aix i utbyte mot en andel i grevskapets intäkter".
Vid återkomsten till Provence år 1251 hade öppen revolt utbrutit, underblåst av Beatrices mor, men upproret slogs ner.

### Drottning
När påven erbjöd maken möjligheten till kungadömet i Sicilien sålde Beatrice sina juveler och uppmanade alla sina vasaller och "frankrikes unga män" att ansluta sig till Karl av Anjous armé enligt krönikeskrivaren Angelo di Constanzo.
Karl av Anjou begav sig till Rom och Beatrice följde efter över Alperna med resten av armén. Efter sex veckor kom de fram, och påven krönte dem till Kung och Kungagemål av Sicilien de 6 januari 1266. Beatrice valde slottet i Melfi som deras residens.
Beatrice dog 1267 och begravdes ursprungligen i Nocera. Senare flyttade Karl av Anjou hennes stoft till Aix-en-Provence där hon lades till vila bredvid sin far.

## Barn
Karl av Anjou och Beatrice fick följande barn:
- Louis, född 1248 död samma år i Nicosia
- Blanche, (född 1250 död 1269) gift med Robert III av Flandern
- Beatrice, född 1252 död 1275), gift med Philip av Courtenay
- Karl II av Anjou, född 1254 död 1309, greve av Anjou och Provence, kung av Neapel, gift med Maria Arpad av Ungern
- Philippe,  född 1256 död 1 januari 1277, titulär kung av Thessaloniki och prins av Achaea, gift med  Isabella av Villehardouin
- Robert, född 1258 död 1265
- Elisabet av Sicilien, född 1261 död 1300, gift med László IV